# (4940) Polenov
(4940) Polenov es un asteroide perteneciente al cinturón de asteroides, descubierto el 18 de agosto de 1986 por Liudmila Karachkina desde el Observatorio Astrofísico de Crimea (República de Crimea).

## Designación y nombre
Designado provisionalmente como 1986 QY4. Fue nombrado Polenov en honor pintor ruso Vasili Polénov.

## Características orbitales
Polenov está situado a una distancia media del Sol de 3,112 ua, pudiendo alejarse hasta 3,643 ua y acercarse hasta 2,581 ua. Su excentricidad es 0,170 y la inclinación orbital 2,283 grados. Emplea 2005 días en completar una órbita alrededor del Sol.

## Características físicas
La magnitud absoluta de Polenov es 12,2. Tiene 17,782 km de diámetro y su albedo se estima en 0,081.